# Азас (приток Мундыбаша)

Азас — река в России, протекает по территории Таштагольского района Кемеровской области. Устье реки находится в 97 км по правому берегу реки Мундыбаш, в северной части посёлка Чугунаш (о. п. 545 км). Длина реки составляет 13 км.
Притоки: Чугунаш, Троицкий, Матвеевский, Харин, Васькин, Малиновый, Карасу, Тёмный, Каменистый.

## Данные водного реестра
По данным государственного водного реестра России относится к Верхнеобскому бассейновому округу, водохозяйственный участок реки — Кондома, речной подбассейн реки — Томь. Речной бассейн реки — (Верхняя) Обь до впадения Иртыша.